# Pèlerinage de l'Yser

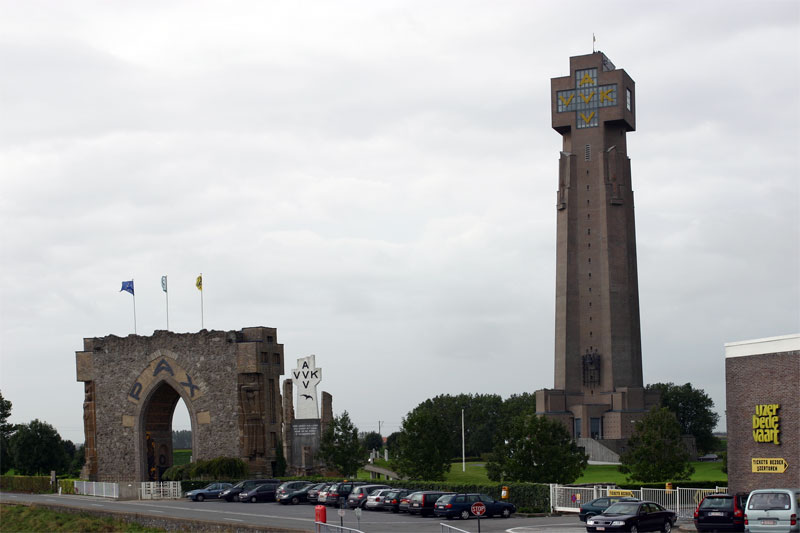
La tour de l'Yser

Le pèlerinage de l'Yser (en néerlandais : IJzerbedevaart) est un rassemblement en mémoire des soldats belges morts au front durant la Première Guerre mondiale, organisé annuellement depuis 1920 (à l'exception des années 1940 à 1945) à Dixmude en Belgique. C'est également l'occasion pour les nationalistes flamands de rappeler le message du Frontbeweging (dont fut issu ensuite le Frontpartij) : « Plus jamais de guerre, Autonomie et Trève de Dieu » (en néerlandais : Nooit Meer Oorlog, Zelfbestuur en Godsvrede), qui fut transformé plus tard par le Comité du pèlerinage de l'Yser (organisateur de l'évènement) en « Paix, Liberté et Tolérance » (Vrede, Vrijheid en Verdraagzaamheid).

## Histoire

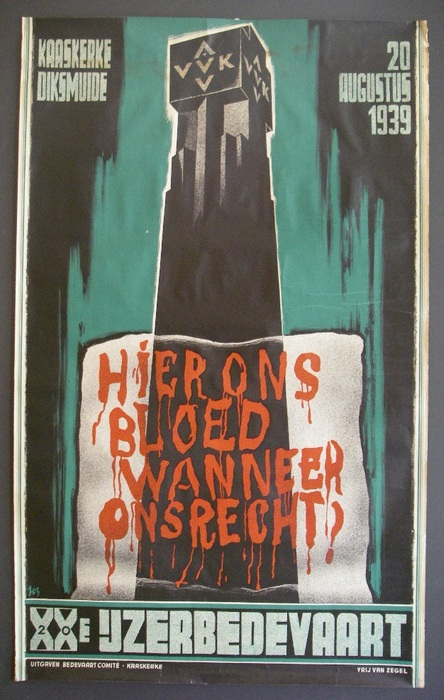
Affiche de 1939.

Le premier pèlerinage a lieu en 1920, encouragé par des militants flamands comme Frans Daels ou Jozef Muls (nl). Le but est alors de glorifier les morts de la Première Guerre mondiale et n'a pas alors de connotation anti-belge.
Depuis la construction de la tour de l'Yser en 1928, et son inauguration le 24 août 1930, ce monument est le lieu de rassemblement du pèlerinage. Durant l'entre-deux-guerres, les pèlerinages gagnèrent en importance, entre autres par la propagande de Clemens De Landtsheer, jusqu'à devenir la manifestation-phare du mouvement flamand. Le Comité du pèlerinage est également un membre actif du Centre de réflexion des associations flamandes (Overlegcentrum van Vlaamse Verenigingen, OVV), un lobby politique nationaliste flamand.
Pendant la Seconde Guerre mondiale, les pèlerinages sont maintenus avec la bienveillance de l'occupant allemand.
Le pèlerinage de 1946 (année de l'attentat contre la tour) fut le premier organisé par l'association du pèlerinage sur les tombes de l'Yser (VZW Bedevaart naar de Graven aan de IJzer), ou Comité du pèlerinage de l'Yser (IJzerbedevaartcomité).
Après la Seconde Guerre mondiale, le message du pèlerinage reste officiellement le même, mais est en réalité beaucoup plus flamingant.
Dans les années 1960, le pèlerinage rassemble près de cent mille personnes. Il devient un symbole du mouvement flamand et d'hostilité à l'État belge.

## Histoire récente et divisions
Durant les années 1980, des néo-nazis et d'autres visiteurs indésirés venus de l'Europe entière se réunirent, de plus en plus nombreux, à Dixmude la veille du rassemblement. Cette présence fut à l'origine de rixes, et provoqua la honte des pèlerins flamands, qui ne trouvèrent pas immédiatement le moyen de s'en dissocier.
À la fin des années 1980 et au début des années 1990, le pèlerinage est en perte de vitesse et ne réunit plus qu'une centaine de personnes. Une partie des nationalistes se montre satisfaite de l'autonomie accordée, une autre partie ne le trouve au contraire pas assez flamingant.
Les rassemblements de néo-nazis provoquent le déclin du pèlerinage. En 1996, des membres du Vlaams Blok protestent violemment contre le pèlerinage, devenu trop à gauche pour eux. Un mouvement plus radical, la veillée de l'Yser est créée en parallèle. En 2019, il n'y avait que 170 participants au pèlerinage de l'Yser, pour 4 000 personnes à la veillée.
Le Comité du pèlerinage, sous la direction de Paul Daels et Lionel Vandenberghe, prit l'initiative d'ouvrir l'événement à un public large, entre autres par le musée de la guerre, de la paix et de l'autonomie flamande, et l'organisation d'activités célébrant la Paix, la Liberté et la Tolérance. L'aile droite du mouvement ne se reconnut pas dans cette approche, accusant le projet de concert sur le site du pèlerinage (le projet Ten Vrede) de profanation de sépulture. La rupture fut consommée en 1996 lorsque des partisans du Vlaams Blok assaillirent le podium pour protester contre la ligne du Comité, provoquant quelques affrontements.
Depuis 2003, cette frange se rassemble chaque année lors de la « Veillée de l'Yser » (IJzerwake) au monument en mémoire des frères Van Raemdonck.
Sous la présidence de Walter Baeten, le Comité chercha un équilibre entre l'accessibilité et la fidélité envers les trois idéaux originels du Frontbeweging. Le musée de la guerre, de la paix et de l'autonomie flamande, avec ses milliers de visiteurs annuels, reçut une attention particulière.
Depuis 2004, le Comité plaide pour une Flandre souveraine et membre de l'Union européenne. Le Comité se soucie également depuis 2004 de l'ouverture aux « nouveaux Flamands », issus de minorités ethniques et culturelles.
En 2012, les organisateurs du Pèlerinage invitent pour la première fois une délégation wallonne comprenant le bourgmestre d'Antoing et la famille du caporal wallon Amé Fiévez (retrouvé mort aux côtés des frères Van Raemdonck et inhumé avec eux) à participer à la commémoration annuelle.
En 2022, environ 150 personnes sont présentes. Le thème du pèlerinage est un questionnement sur l'avenir, alors que la population plus jeune ne ressent plus la fierté d'être flamande, à l'exception d'une partie extrémiste.